# Schlier

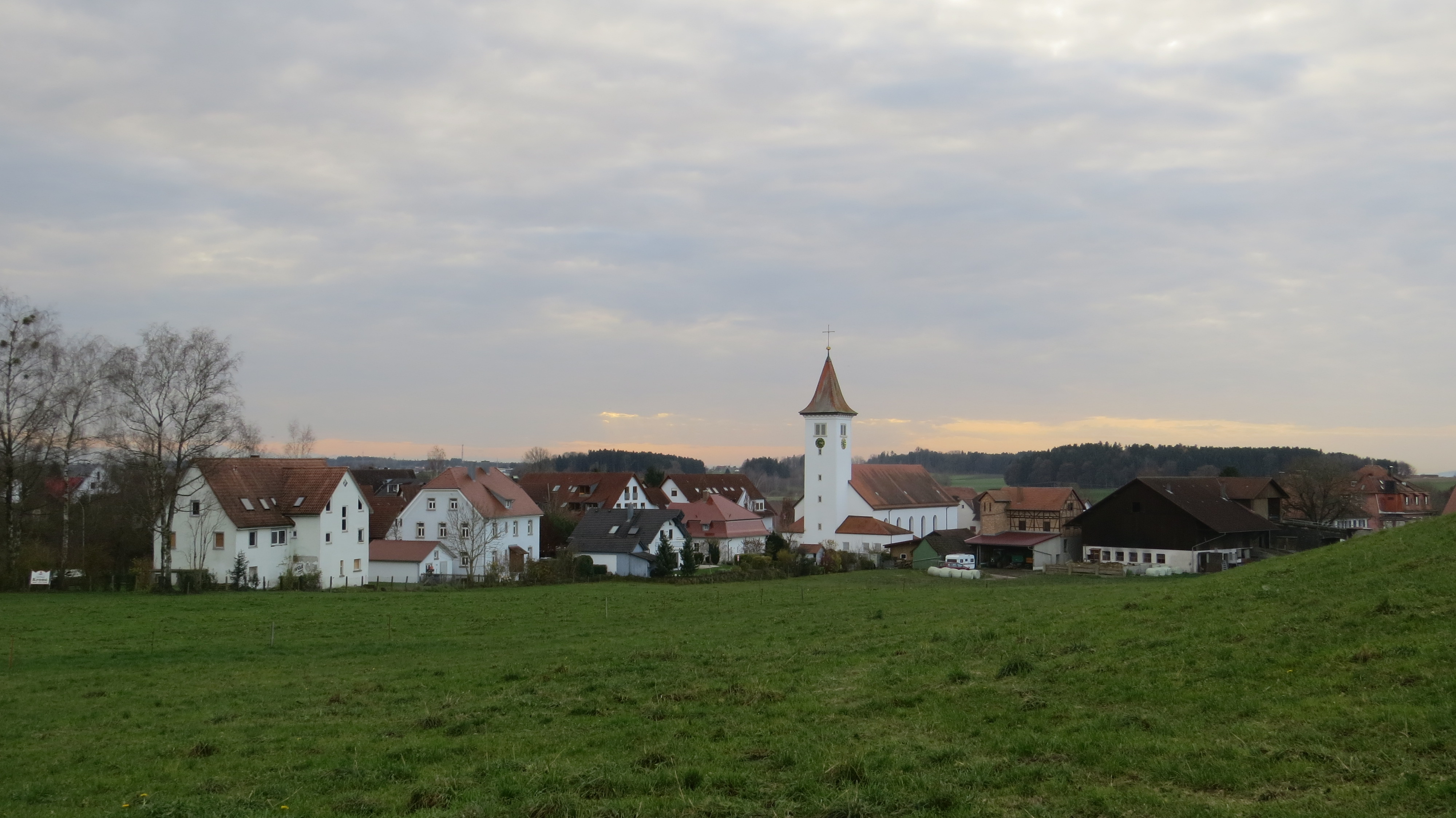
Schlier nhìn từ phía đông bắc

Schlier là một đô thị ở huyện Ravensburg ở bang Baden-Württemberg thuộc nước Đức. Đô thị này có diện tích 32,58km², dân số thời điểm 31 tháng 12 năm 2020 là 3910 người.

## Địa lý
Schlier nằm ở rìa phía nam của Rừng Altdorfer, phía đông của Schussental.
Schlier giáp với các xã Baienfurt, Bergatreute, Grünkraut, Waldburg, Vogt, Wolfegg, Ravensburg và Weingarten.

## Lịch sử

### Lịch sử Schlierthời Trung cổ
Trong suốt thời Trung cổ, thị trấn nằm trong Công quốc Swabia. Khoảng năm 1100, Công tước Guelph Heinrich the Proud đã trao hai điền trang ở Gessenried cho tu viện Weingarten. Vào giữa thế kỷ 13, một phần đáng kể của đô thị Schlier ngày nay thuộc về tu viện Weingarten thông qua các khoản quyên góp và mua lại.

### Thời kỳcận đại
Năm 1525, những người nông dân nổi loạn đã đóng trại ở Schlier.
Trong Chiến tranh Ba mươi năm , khu vực xung quanh Schlier không chỉ bị người Thụy Điển cướp bóc mà còn bị ảnh hưởng bởi một số bệnh dịch hạch và nạn đói. Trong danh sách các tu viện Weingarten từ năm 1637, khoảng 80% dân số trước đây đã biến mất, chỉ có 130 cư dân sống sót được nêu tên. Để tái định cư các trang trại, những người nông dân đã được tuyển dụng từ Thụy Sĩ, Tyrol và Vorarlberg.
Giữa năm 1791 và 1800, quân đội Pháp và Nga đã cướp bóc Schlier.
Năm 1806, khu vực này được Hoàng đế Napoléon thêm vào Vương quốc Württemberg.
Vào ngày 12 tháng 6 năm 1812, Schlier trở thành một Đô thị Hoàng gia Württemberg.

### Thời kỳ hiện đại
Tại chiến tranh thế giới thứ nhất, 61 người đã chết tại Schlier, đây là những người đã vào chiến trường cho quân đội Württemberg.
Hai cuộc cải cách quận đã diễn ra trong thời kỳ Đức Quốc xã ở Württemberg. Ban đầu, vào năm 1934, Oberamt chỉ được đổi tên thành quận Ravensburg, mà Schlier là một phần của khu vực này từ năm 1934 đến năm 1938. Với cuộc cải cách quận lớn hơn vào năm 1938, Schlier đã đến quận Ravensburg mở rộng.
Chiến tranh thế giới thứ hai đã cướp đi sinh mạng của 90 người lính từ Schlier, những người đã được gia nhập Wehrmacht.
Sau Chiến tranh thế giới thứ hai, thị trấn trở thành một phần của vùng chiếm đóng của Pháp và do đó được giao cho bang Württemberg-Hohenzollern mới thành lập, được sáp nhập vào bang Baden-Württemberg vào năm 1952.

## Kinh tế và cơ sở hạ tầng

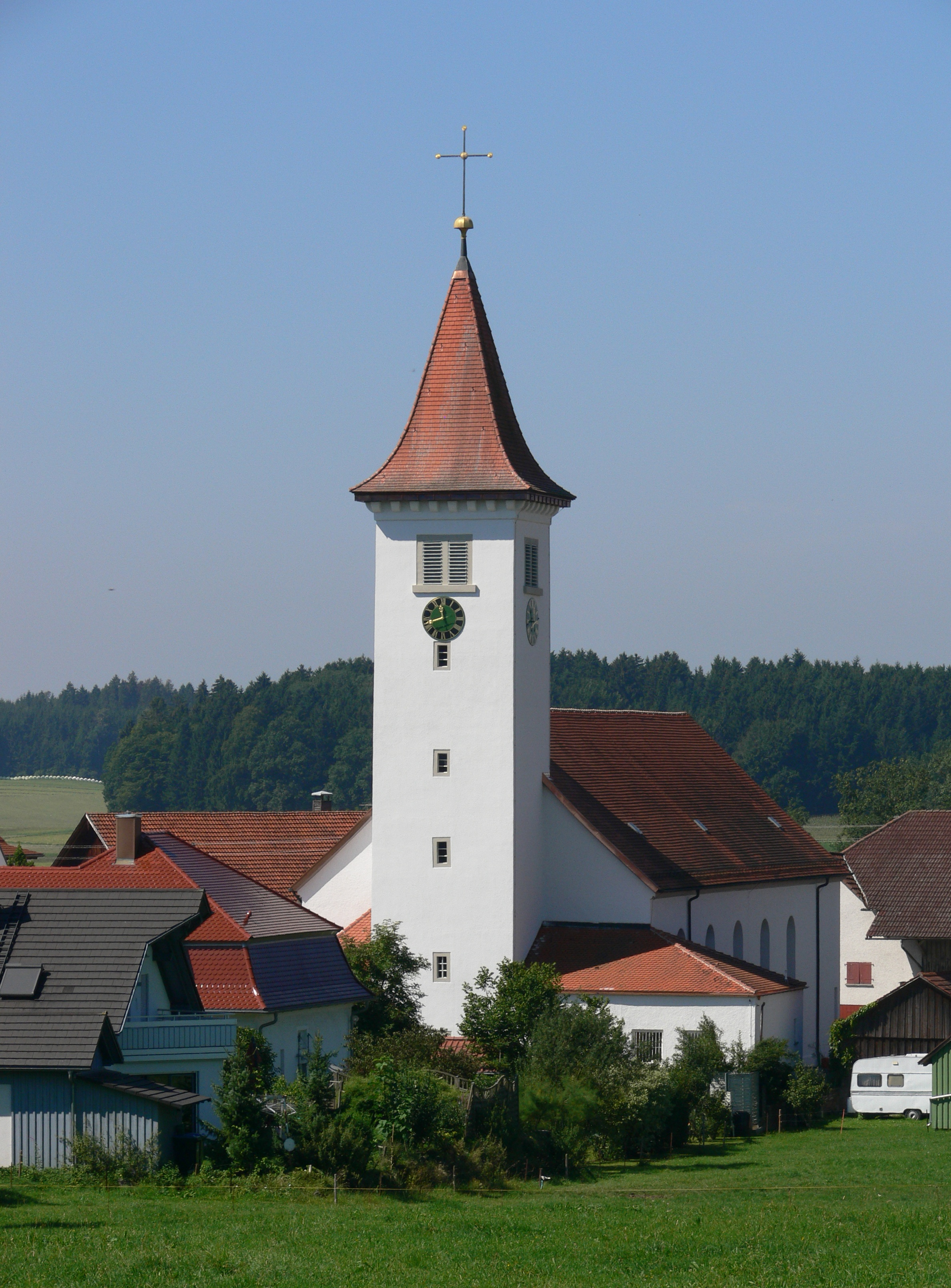
Schlier, nhà thờ giáo xứ Công giáo Thánh Martin

### Giao thông
Đô thị được phục vụ bởi một số tuyến xe buýt đến Ravensburg, đến Vogt, đến Wangen im Allgäu.

### Giáo dục
Tại hai đô thị Schlier và Unterankenreute có một trường mẫu giáo Công giáo La Mã và một trường tiểu học.